# 제8회 전국동시지방선거
제8회 전국동시지방선거는 2022년 6월 1일 수요일에 실시된 선거이다. 본 선거에서 대한민국 지방의회의원 및 지방자치단체장을 선출하였다.

## 선거 개요
이번 제8회 전국동시지방선거는 2022년 5월 10일에 출범한 윤석열 정부의 첫번째 관문이자 시험대로서, 민선 7기의 시도지사 및 시군구청장과 광역 및 기초단체 의회의 의원들의 후임자 및 연임자를 뽑는 선거이다. 본 선거의 당선자는 민선 8기의 광역단체장 및 기초단체장, 광역 및 기초단체 의회의 의원이 된다. 또한 국회의원 7명을 뽑는 6월 1일 재보궐선거와 동시에 치른다.

### 선거권과 피선거권
선거일 기준 만 18세 이상, 곧 2004년 6월 2일 이전 출생 대한민국 국민은 선거권과 피선거권이 있다.

### 선거구 획정
헌법재판소에서 지방의회의 인구 편차를 3:1 (선거구 평균 상하 50%)로 하라고 판결하였다. 이를 따를 경우 2석을 받은 많은 시군이 1석으로 줄게 되며, 일부 시군은 1석을 배정해도 하한선에 미달한다. 다만 섬 지역인 경북 울릉군과 인천 옹진군은 기존 인구편차 4:1 (선거구 평균 상하 60%)에서도 하한선에 미달한다.
1석의 부여 여부에 대해서는 자치권을 위해 1석을 보장하자는 주장과 인구 범위를 지켜야 한다는 주장이 있고, 농어촌에 가급적 2석을 보장할지에 대해서도 지역대표를 위해 필요하다는 주장과 인구의 평등이 우선이라는 주장이 있다.
국회는 이를 무시하고 오히려 기존에 1석이었던 지역이 아니면 원칙적으로 인구 5만명 이상 기초자치단체별 광역의원을 최소 2석으로 유지하는 공직선거법을 통과시켰다. 대구 중구의 경우 농어촌이 아닌 도심 또한 하한선을 무시하고 2석으로 유지되는 경우가 있었으며 이에 따라 전국 18개 광역의회 선거구가 선거구 평균인구 상하 50%에 벗어났다. 국회에서 결정하는 선거구중 17개 선거구, 제주도의회에서 결정하는 단층제인 제주에서 1개 선거구가 해당된다.
2022년 4월 14일, 여야 합의를 통해 제8회 전국동시지방선거의 선거구가 획정되고, 4월 15일 공직선거법 개정안이 통과되었다. 이를 통해 전국 11개 지역에 기초의회 중대선거구가 도입이 되었으며 세종과 제주를 제외한 지역구 시·도의원이 기존보다 39명, 기초의원 총인원이 기존보다 51명 더 증원되었다. 또한 세종과 제주도 다른 법률로 시도의원이 늘어났다. 기초의회 중대선거구가 도입되는 지역은 국회의원 지역구를 기준으로 서울 서초구 갑, 동대문구 을, 성북구 갑, 강서구 을, 경기 용인시 정, 남양주시 병, 구리시, 인천 동구·미추홀구 갑, 대구 수성구 을, 광주 광산구 을, 충남 논산시·계룡시·금산군이며, 이 지역에서는 기초의회 지역구당 의원정수가 보통의 2~4인이 아닌 3~5인이다.
2022년 8월 30일 정치개혁공동행동 소속의 여러 유권자들은 국회에서 공직선거법에 담아 의결한 17개 선거구에 대한 헌법소원을 제기하였다.(2022헌마1247)

## 참여 정당
| 기호     | 정당               | 비고 |
| -------- | ------------------ | --- |
| 1        | 더불어민주당       | 5명 이상의 지역구 국회의원이 있거나 직전 선거(대통령, 비례대표 국회의원 또는 비례대표 광역의회 선거)에서 전국 유효투표 총수의 100분의 3 이상을 득표한 정당은 전국적으로 통일된 기호를 먼저 가지며, 그 기호는 후보를 공천하지 않아도 다른 정당이나 무소속 후보가 쓸 수 없는 고정 기호이다. |
| 2        | 국민의힘           | 5명 이상의 지역구 국회의원이 있거나 직전 선거(대통령, 비례대표 국회의원 또는 비례대표 광역의회 선거)에서 전국 유효투표 총수의 100분의 3 이상을 득표한 정당은 전국적으로 통일된 기호를 먼저 가지며, 그 기호는 후보를 공천하지 않아도 다른 정당이나 무소속 후보가 쓸 수 없는 고정 기호이다. |
| 3        | 정의당             | 5명 이상의 지역구 국회의원이 있거나 직전 선거(대통령, 비례대표 국회의원 또는 비례대표 광역의회 선거)에서 전국 유효투표 총수의 100분의 3 이상을 득표한 정당은 전국적으로 통일된 기호를 먼저 가지며, 그 기호는 후보를 공천하지 않아도 다른 정당이나 무소속 후보가 쓸 수 없는 고정 기호이다. |
| 변동기호 | 기본소득당         | 기본소득당과 시대전환은 국회의원을 1명씩 보유하고 있으므로 원외정당보다 우선하며 원외정당은 가나다 순서로 채워진다. 무소속은 정당 후순으로 배정되며, 복수의 무소속 후보는 추첨에 따라 배정된다.                                                                                           |
| 변동기호 | 시대전환           | 기본소득당과 시대전환은 국회의원을 1명씩 보유하고 있으므로 원외정당보다 우선하며 원외정당은 가나다 순서로 채워진다. 무소속은 정당 후순으로 배정되며, 복수의 무소속 후보는 추첨에 따라 배정된다.                                                                                           |
| 변동기호 | 가나코리아         | 기본소득당과 시대전환은 국회의원을 1명씩 보유하고 있으므로 원외정당보다 우선하며 원외정당은 가나다 순서로 채워진다. 무소속은 정당 후순으로 배정되며, 복수의 무소속 후보는 추첨에 따라 배정된다.                                                                                           |
| 변동기호 | 국민대통합당       | 기본소득당과 시대전환은 국회의원을 1명씩 보유하고 있으므로 원외정당보다 우선하며 원외정당은 가나다 순서로 채워진다. 무소속은 정당 후순으로 배정되며, 복수의 무소속 후보는 추첨에 따라 배정된다.                                                                                           |
| 변동기호 | 기독당             | 기본소득당과 시대전환은 국회의원을 1명씩 보유하고 있으므로 원외정당보다 우선하며 원외정당은 가나다 순서로 채워진다. 무소속은 정당 후순으로 배정되며, 복수의 무소속 후보는 추첨에 따라 배정된다.                                                                                           |
| 변동기호 | 깨어있는시민연대당 | 기본소득당과 시대전환은 국회의원을 1명씩 보유하고 있으므로 원외정당보다 우선하며 원외정당은 가나다 순서로 채워진다. 무소속은 정당 후순으로 배정되며, 복수의 무소속 후보는 추첨에 따라 배정된다.                                                                                           |
| 변동기호 | 남북통일당         | 기본소득당과 시대전환은 국회의원을 1명씩 보유하고 있으므로 원외정당보다 우선하며 원외정당은 가나다 순서로 채워진다. 무소속은 정당 후순으로 배정되며, 복수의 무소속 후보는 추첨에 따라 배정된다.                                                                                           |
| 변동기호 | 노동당             | 기본소득당과 시대전환은 국회의원을 1명씩 보유하고 있으므로 원외정당보다 우선하며 원외정당은 가나다 순서로 채워진다. 무소속은 정당 후순으로 배정되며, 복수의 무소속 후보는 추첨에 따라 배정된다.                                                                                           |
| 변동기호 | 녹색당             | 기본소득당과 시대전환은 국회의원을 1명씩 보유하고 있으므로 원외정당보다 우선하며 원외정당은 가나다 순서로 채워진다. 무소속은 정당 후순으로 배정되며, 복수의 무소속 후보는 추첨에 따라 배정된다.                                                                                           |
| 변동기호 | 대한당             | 기본소득당과 시대전환은 국회의원을 1명씩 보유하고 있으므로 원외정당보다 우선하며 원외정당은 가나다 순서로 채워진다. 무소속은 정당 후순으로 배정되며, 복수의 무소속 후보는 추첨에 따라 배정된다.                                                                                           |
| 변동기호 | 독도한국당         | 기본소득당과 시대전환은 국회의원을 1명씩 보유하고 있으므로 원외정당보다 우선하며 원외정당은 가나다 순서로 채워진다. 무소속은 정당 후순으로 배정되며, 복수의 무소속 후보는 추첨에 따라 배정된다.                                                                                           |
| 변동기호 | 미래당             | 기본소득당과 시대전환은 국회의원을 1명씩 보유하고 있으므로 원외정당보다 우선하며 원외정당은 가나다 순서로 채워진다. 무소속은 정당 후순으로 배정되며, 복수의 무소속 후보는 추첨에 따라 배정된다.                                                                                           |
| 변동기호 | 민생당             | 기본소득당과 시대전환은 국회의원을 1명씩 보유하고 있으므로 원외정당보다 우선하며 원외정당은 가나다 순서로 채워진다. 무소속은 정당 후순으로 배정되며, 복수의 무소속 후보는 추첨에 따라 배정된다.                                                                                           |
| 변동기호 | 신한반도평화체제당 | 기본소득당과 시대전환은 국회의원을 1명씩 보유하고 있으므로 원외정당보다 우선하며 원외정당은 가나다 순서로 채워진다. 무소속은 정당 후순으로 배정되며, 복수의 무소속 후보는 추첨에 따라 배정된다.                                                                                           |
| 변동기호 | 우리공화당         | 기본소득당과 시대전환은 국회의원을 1명씩 보유하고 있으므로 원외정당보다 우선하며 원외정당은 가나다 순서로 채워진다. 무소속은 정당 후순으로 배정되며, 복수의 무소속 후보는 추첨에 따라 배정된다.                                                                                           |
| 변동기호 | 자유통일당         | 기본소득당과 시대전환은 국회의원을 1명씩 보유하고 있으므로 원외정당보다 우선하며 원외정당은 가나다 순서로 채워진다. 무소속은 정당 후순으로 배정되며, 복수의 무소속 후보는 추첨에 따라 배정된다.                                                                                           |
| 변동기호 | 진보당             | 기본소득당과 시대전환은 국회의원을 1명씩 보유하고 있으므로 원외정당보다 우선하며 원외정당은 가나다 순서로 채워진다. 무소속은 정당 후순으로 배정되며, 복수의 무소속 후보는 추첨에 따라 배정된다.                                                                                           |
| 변동기호 | 충청의미래당       | 기본소득당과 시대전환은 국회의원을 1명씩 보유하고 있으므로 원외정당보다 우선하며 원외정당은 가나다 순서로 채워진다. 무소속은 정당 후순으로 배정되며, 복수의 무소속 후보는 추첨에 따라 배정된다.                                                                                           |
| 변동기호 | 통일한국당         | 기본소득당과 시대전환은 국회의원을 1명씩 보유하고 있으므로 원외정당보다 우선하며 원외정당은 가나다 순서로 채워진다. 무소속은 정당 후순으로 배정되며, 복수의 무소속 후보는 추첨에 따라 배정된다.                                                                                           |
| 변동기호 | 한류연합당         | 기본소득당과 시대전환은 국회의원을 1명씩 보유하고 있으므로 원외정당보다 우선하며 원외정당은 가나다 순서로 채워진다. 무소속은 정당 후순으로 배정되며, 복수의 무소속 후보는 추첨에 따라 배정된다.                                                                                           |
| 변동기호 | 혁명21             | 기본소득당과 시대전환은 국회의원을 1명씩 보유하고 있으므로 원외정당보다 우선하며 원외정당은 가나다 순서로 채워진다. 무소속은 정당 후순으로 배정되며, 복수의 무소속 후보는 추첨에 따라 배정된다.                                                                                           |

## 선거 과정

### 투표율
| 구분      | 일자     | 7시    | 8시    | 9시    | 10시   | 11시   | 12시   | 13시   | 14시   | 15시   | 16시   | 17시   | 18시   | 19시   | 20시   |
| --------- | -------- | ------ | ------ | ------ | ------ | ------ | ------ | ------ | ------ | ------ | ------ | ------ | ------ | ------ | ------ |
| 사전 투표 | 5월 27일 | 0.48%  | 0.93%  | 1.59%  | 2.56%  | 3.59%  | 4.49%  | 5.32%  | 6.26%  | 7.25%  | 8.22%  | 9.20%  | 10.18% | 미실시 | 미실시 |
| 사전 투표 | 5월 28일 | 10.66% | 11.16% | 11.81% | 12.67% | 13.65% | 14.61% | 15.44% | 16.37% | 17.38% | 18.39% | 19.44% | 20.52% | 20.61% | 20.62% |
| 본 투표   | 6월 1일  | 1.7%   | 3.8%   | 6.0%   | 8.7%   | 12.0%  | 15.0%  | 38.3%  | 40.7%  | 43.1%  | 45.4%  | 47.6%  | 50.0%  | 50.9%  | 미실시 |

| 구분      | 전국   | 서울   | 부산   | 대구   | 인천   | 광주   | 대전   | 울산   | 세종   | 경기   | 강원   | 충북   | 충남   | 전북   | 전남   | 경북   | 경남   | 제주   |
| --------- | ------ | ------ | ------ | ------ | ------ | ------ | ------ | ------ | ------ | ------ | ------ | ------ | ------ | ------ | ------ | ------ | ------ | ------ |
| 사전 투표 | 20.62% | 21.20% | 18.59% | 14.80% | 20.08% | 17.28% | 19.74% | 19.65% | 22.39% | 19.06% | 25.20% | 21.29% | 20.25% | 24.41% | 31.04% | 23.19% | 21.59% | 21.38% |

| 구분  | 전국  | 서울  | 부산  | 대구  | 인천  | 광주  | 대전  | 울산   | 세종   | 경기  | 강원  | 충북  | 충남  | 전북  | 전남  | 경북  | 경남  | 제주  |
| ----- | ----- | ----- | ----- | ----- | ----- | ----- | ----- | ------ | ------ | ----- | ----- | ----- | ----- | ----- | ----- | ----- | ----- | ----- |
| 제8회 | 50.9% | 53.2% | 49.1% | 43.2% | 48.9% | 37.7% | 49.7% | 52.3%  | 51.2%  | 50.6% | 57.8% | 50.6% | 49.8% | 48.7% | 58.5% | 52.7% | 53.4% | 53.1% |
| 제7회 | 60.2% | 59.9% | 58.8% | 57.3% | 55.3% | 59.2% | 58.0% | 64.8%  | 61.7%  | 57.8% | 63.2% | 59.3% | 58.1% | 65.3% | 69.3% | 64.7% | 65.8% | 65.9% |
| 제6회 | 56.8% | 58.6% | 55.6% | 52.3% | 53.7% | 57.1% | 54.0% | 56.1%  | 62.7%  | 53.3% | 62.2% | 58.8% | 55.7% | 59.9% | 65.6% | 59.5% | 59.8% | 62.8% |
| 제5회 | 54.5% | 53.9% | 49.5% | 45.9% | 50.9% | 49.8% | 52.9% | 55.1%  | 미실시 | 51.8% | 62.3% | 58.8% | 56.5% | 59.3% | 64.3% | 59.4% | 61.8% | 65.1% |
| 제4회 | 51.6% | 49.8% | 48.5% | 48.5% | 44.3% | 46.3% | 49.4% | 52.8%  | 미실시 | 46.7% | 58.7% | 54.7% | 55.8% | 57.9% | 64.3% | 61.5% | 57.8% | 67.3% |
| 제3회 | 48.9% | 45.8% | 41.8% | 41.4% | 39.3% | 42.3% | 42.3% | 52.3%  | 미실시 | 44.6% | 59.4% | 55.8% | 56.2% | 55.0% | 65.6% | 60.4% | 56.5% | 68.9% |
| 제2회 | 52.7% | 47.1% | 46.7% | 46.8% | 43.2% | 45.1% | 44.4% | 57.6%  | 미실시 | 50.0% | 64.3% | 60.9% | 59.5% | 57.8% | 68.2% | 64.9% | 61.1% | 73.7% |
| 제1회 | 68.4% | 66.2% | 66.2% | 64.0% | 62.0% | 64.8% | 66.9% | 미실시 | 미실시 | 63.2% | 74.8% | 72.7% | 73.8% | 73.7% | 76.1% | 76.7% | 73.1% | 80.5% |

### 출구조사
| 지역               | 예측 1위 | 예측 1위     | 예측 2위 | 예측 2위     |
| ------------------ | -------- | ------------ | -------- | ------------ |
| 서울특별시장       |          | 국민의힘     |          | 더불어민주당 |
| 서울특별시장       | 오세훈   | 오세훈       | 송영길   | 송영길       |
| 서울특별시장       | 58.7%    | 58.7%        | 40.2%    | 40.2%        |
| 부산광역시장       |          | 국민의힘     |          | 더불어민주당 |
| 부산광역시장       | 박형준   | 박형준       | 변성완   | 변성완       |
| 부산광역시장       | 66.9%    | 66.9%        | 32.2%    | 32.2%        |
| 대구광역시장       |          | 국민의힘     |          | 더불어민주당 |
| 대구광역시장       | 홍준표   | 홍준표       | 서재헌   | 서재헌       |
| 대구광역시장       | 79.4%    | 79.4%        | 18.4%    | 18.4%        |
| 인천광역시장       |          | 국민의힘     |          | 더불어민주당 |
| 인천광역시장       | 유정복   | 유정복       | 박남춘   | 박남춘       |
| 인천광역시장       | 51.2%    | 51.2%        | 45.7%    | 45.7%        |
| 광주광역시장       |          | 더불어민주당 |          | 국민의힘     |
| 광주광역시장       | 강기정   | 강기정       | 주기환   | 주기환       |
| 광주광역시장       | 77.4%    | 77.4%        | 15.4%    | 15.4%        |
| 대전광역시장       |          | 국민의힘     |          | 더불어민주당 |
| 대전광역시장       | 이장우   | 이장우       | 허태정   | 허태정       |
| 대전광역시장       | 50.4%    | 50.4%        | 49.6%    | 49.6%        |
| 울산광역시장       |          | 국민의힘     |          | 더불어민주당 |
| 울산광역시장       | 김두겸   | 김두겸       | 송철호   | 송철호       |
| 울산광역시장       | 60.8%    | 60.8%        | 39.2%    | 39.2%        |
| 세종특별자치시장   |          | 국민의힘     |          | 더불어민주당 |
| 세종특별자치시장   | 최민호   | 최민호       | 이춘희   | 이춘희       |
| 세종특별자치시장   | 50.6%    | 50.6%        | 49.4%    | 49.4%        |
| 경기도지사         |          | 국민의힘     |          | 더불어민주당 |
| 경기도지사         | 김은혜   | 김은혜       | 김동연   | 김동연       |
| 경기도지사         | 49.4%    | 49.4%        | 48.8%    | 48.8%        |
| 강원도지사         |          | 국민의힘     |          | 더불어민주당 |
| 강원도지사         | 김진태   | 김진태       | 이광재   | 이광재       |
| 강원도지사         | 54.9%    | 54.9%        | 45.1%    | 45.1%        |
| 충청북도지사       |          | 국민의힘     |          | 더불어민주당 |
| 충청북도지사       | 김영환   | 김영환       | 노영민   | 노영민       |
| 충청북도지사       | 56.5%    | 56.5%        | 43.5%    | 43.5%        |
| 충청남도지사       |          | 국민의힘     |          | 더불어민주당 |
| 충청남도지사       | 김태흠   | 김태흠       | 양승조   | 양승조       |
| 충청남도지사       | 54.1%    | 54.1%        | 45.9%    | 45.9%        |
| 전라북도지사       |          | 더불어민주당 |          | 국민의힘     |
| 전라북도지사       | 김관영   | 김관영       | 조배숙   | 조배숙       |
| 전라북도지사       | 82.4%    | 82.4%        | 17.6%    | 17.6%        |
| 전라남도지사       |          | 더불어민주당 |          | 국민의힘     |
| 전라남도지사       | 김영록   | 김영록       | 이정현   | 이정현       |
| 전라남도지사       | 79.1%    | 79.1%        | 16.3%    | 16.3%        |
| 경상북도지사       |          | 국민의힘     |          | 더불어민주당 |
| 경상북도지사       | 이철우   | 이철우       | 임미애   | 임미애       |
| 경상북도지사       | 79.0%    | 79.0%        | 21.0%    | 21.0%        |
| 경상남도지사       |          | 국민의힘     |          | 더불어민주당 |
| 경상남도지사       | 박완수   | 박완수       | 양문석   | 양문석       |
| 경상남도지사       | 65.3%    | 65.3%        | 30.2%    | 30.2%        |
| 제주특별자치도지사 |          | 더불어민주당 |          | 국민의힘     |
| 제주특별자치도지사 | 오영훈   | 오영훈       | 허향진   | 허향진       |
| 제주특별자치도지사 | 56.5%    | 56.5%        | 39.1%    | 39.1%        |

| 지역                 | 예측 1위 | 예측 2위 |
| -------------------- | -------- | -------- |
| 서울특별시교육감     | 진보     | 보수     |
| 서울특별시교육감     | 조희연   | 조전혁   |
| 서울특별시교육감     | 38.6%    | 26.3%    |
| 부산광역시교육감     | 중도보수 | 진보     |
| 부산광역시교육감     | 하윤수   | 김석준   |
| 부산광역시교육감     | 52.3%    | 47.7%    |
| 대구광역시교육감     | 보수     | 진보     |
| 대구광역시교육감     | 강은희   | 엄창옥   |
| 대구광역시교육감     | 63.1%    | 36.9%    |
| 인천광역시교육감     | 진보     | 보수     |
| 인천광역시교육감     | 도성훈   | 최계운   |
| 인천광역시교육감     | 41.2%    | 40.9%    |
| 광주광역시교육감     | 중도     | 진보     |
| 광주광역시교육감     | 이정선   | 박혜자   |
| 광주광역시교육감     | 35.9%    | 22.8%    |
| 대전광역시교육감     | 중도     | 진보     |
| 대전광역시교육감     | 설동호   | 성광진   |
| 대전광역시교육감     | 43.0%    | 29.9%    |
| 울산광역시교육감     | 진보     | 보수     |
| 울산광역시교육감     | 노옥희   | 김주홍   |
| 울산광역시교육감     | 52.8%    | 47.2%    |
| 세종특별자치시교육감 | 진보     | 보수     |
| 세종특별자치시교육감 | 최교진   | 강미애   |
| 세종특별자치시교육감 | 33.5%    | 19.9%    |
| 경기도교육감         | 보수     | 진보     |
| 경기도교육감         | 임태희   | 성기선   |
| 경기도교육감         | 54.3%    | 45.7%    |
| 강원도교육감         | 보수     | 보수     |
| 강원도교육감         | 신경호   | 유대균   |
| 강원도교육감         | 28.9%    | 22.7%    |
| 충청북도교육감       | 보수     | 진보     |
| 충청북도교육감       | 윤건영   | 김병우   |
| 충청북도교육감       | 57.0%    | 43.0%    |
| 충청남도교육감       | 진보     | 보수     |
| 충청남도교육감       | 김지철   | 이병학   |
| 충청남도교육감       | 34.6%    | 27.9%    |
| 전라북도교육감       | 중도     | 진보     |
| 전라북도교육감       | 서거석   | 천호성   |
| 전라북도교육감       | 42.8%    | 40.3%    |
| 전라남도교육감       | 진보     | 진보     |
| 전라남도교육감       | 김대중   | 장석웅   |
| 전라남도교육감       | 43.5%    | 39.9%    |
| 경상북도교육감       | 보수     | 보수     |
| 경상북도교육감       | 임종식   | 마숙자   |
| 경상북도교육감       | 51.6%    | 27.3%    |
| 경상남도교육감       | 진보     | 중도보수 |
| 경상남도교육감       | 박종훈   | 김상권   |
| 경상남도교육감       | 50.8%    | 49.2%    |
| 제주특별자치도교육감 | 보수     | 진보     |
| 제주특별자치도교육감 | 김광수   | 이석문   |
| 제주특별자치도교육감 | 57.0%    | 43.0%    |

## 선거 결과

### 광역자치단체장

광역자치단체장 선거 결과 승리한 정당
국민의힘
더불어민주당

| 지역               | 후보자 | 후보자 | 후보자 | 정당         | 득표수      | 득표율 | 비고 |
| ------------------ | ------ | ------ | ------ | ------------ | ----------- | ------ | ---- |
| 서울특별시장       |        | 2      | 오세훈 | 국민의힘     | 2,608,277표 | 59.05% | 4선  |
| 부산광역시장       |        | 2      | 박형준 | 국민의힘     | 938,601표   | 66.36% | 재선 |
| 대구광역시장       |        | 2      | 홍준표 | 국민의힘     | 685,159표   | 78.75% |      |
| 인천광역시장       |        | 2      | 유정복 | 국민의힘     | 634,250표   | 51.76% | 재선 |
| 광주광역시장       |        | 1      | 강기정 | 더불어민주당 | 334,699표   | 74.91% |      |
| 대전광역시장       |        | 2      | 이장우 | 국민의힘     | 310,035표   | 51.19% |      |
| 울산광역시장       |        | 2      | 김두겸 | 국민의힘     | 290,563표   | 59.78% |      |
| 세종특별자치시장   |        | 2      | 최민호 | 국민의힘     | 78,415표    | 52.83% |      |
| 경기도지사         |        | 1      | 김동연 | 더불어민주당 | 2,827,593표 | 49.06% |      |
| 강원도지사         |        | 2      | 김진태 | 국민의힘     | 409,461표   | 54.07% |      |
| 충청북도지사       |        | 2      | 김영환 | 국민의힘     | 395,517표   | 58.19% |      |
| 충청남도지사       |        | 2      | 김태흠 | 국민의힘     | 468,658표   | 53.87% |      |
| 전라북도지사       |        | 1      | 김관영 | 더불어민주당 | 591,510표   | 82.11% |      |
| 전라남도지사       |        | 1      | 김영록 | 더불어민주당 | 672,433표   | 75.74% | 재선 |
| 경상북도지사       |        | 2      | 이철우 | 국민의힘     | 904,675표   | 77.95% | 재선 |
| 경상남도지사       |        | 2      | 박완수 | 국민의힘     | 963,473표   | 65.70% |      |
| 제주특별자치도지사 |        | 1      | 오영훈 | 더불어민주당 | 163,116표   | 55.14% |      |

### 기초자치단체장

기초자치단체장 선거 결과 승리한 정당
국민의힘
더불어민주당
진보당
무소속

| 지역 |    | 더불어민주당 |     | 국민의힘 |   | 진보당 |    | 무소속 | 합계 |
| 서울 | 8  | 8            | 17  | 17       | - | -      | -  | -      | 25   |
| 부산 | -  | -            | 16  | 16       | - | -      | -  | -      | 16   |
| 대구 | -  | -            | 8   | 8        | - | -      | -  | -      | 8    |
| 인천 | 2  | 2            | 7   | 7        | - | -      | 1  | 1      | 10   |
| 광주 | 5  | 5            | -   | -        | - | -      | -  | -      | 5    |
| 대전 | 1  | 1            | 4   | 4        | - | -      | -  | -      | 5    |
| 울산 | -  | -            | 4   | 4        | 1 | 1      | -  | -      | 5    |
| 경기 | 9  | 9            | 22  | 22       | - | -      | -  | -      | 31   |
| 강원 | 4  | 4            | 14  | 14       | - | -      | -  | -      | 18   |
| 충북 | 4  | 4            | 7   | 7        | - | -      | -  | -      | 11   |
| 충남 | 3  | 3            | 12  | 12       | - | -      | -  | -      | 15   |
| 전북 | 11 | 11           | -   | -        | - | -      | 3  | 3      | 14   |
| 전남 | 15 | 15           | -   | -        | - | -      | 7  | 7      | 22   |
| 경북 | -  | -            | 20  | 20       | - | -      | 3  | 3      | 23   |
| 경남 | 1  | 1            | 14  | 14       | - | -      | 3  | 3      | 18   |
| 전국 | 63 | 63           | 145 | 145      | 1 | 1      | 17 | 17     | 226  |

### 광역의원
| 정당         | 지역구 | 비례대표 | 총 당선자 수 |
| ------------ | ------ | -------- | ------------ |
| 더불어민주당 | 280    | 42       | 322          |
| 국민의힘     | 491    | 49       | 540          |
| 정의당       | 0      | 2        | 2            |
| 진보당       | 3      | 0        | 3            |
| 무소속       | 5      | 0        | 5            |
| 합계         | 779    | 93       | 872          |

| 지역 |     | 더불어민주당 |     | 국민의힘 |   | 정의당 |   | 진보당 |   | 무소속 | 합계 |
| 서울 | 36  | 36           | 76  | 76       | - | -      | - | -      | - | -      | 112  |
| 부산 | 2   | 2            | 45  | 45       | - | -      | - | -      | - | -      | 47   |
| 대구 | 1   | 1            | 31  | 31       | - | -      | - | -      | - | -      | 32   |
| 인천 | 14  | 14           | 26  | 26       | - | -      | - | -      | - | -      | 40   |
| 광주 | 22  | 22           | 1   | 1        | - | -      | - | -      | - | -      | 23   |
| 대전 | 4   | 4            | 18  | 18       | - | -      | - | -      | - | -      | 22   |
| 울산 | 1   | 1            | 21  | 21       | - | -      | - | -      | - | -      | 22   |
| 세종 | 13  | 13           | 7   | 7        | - | -      | - | -      | - | -      | 20   |
| 경기 | 78  | 78           | 78  | 78       | - | -      | - | -      | - | -      | 156  |
| 강원 | 6   | 6            | 43  | 43       | - | -      | - | -      | - | -      | 49   |
| 충북 | 7   | 7            | 28  | 28       | - | -      | - | -      | - | -      | 35   |
| 충남 | 12  | 12           | 36  | 36       | - | -      | - | -      | - | -      | 48   |
| 전북 | 37  | 37           | 1   | 1        | 1 | 1      | 1 | 1      | - | -      | 40   |
| 전남 | 56  | 56           | 1   | 1        | 1 | 1      | 2 | 2      | 1 | 1      | 61   |
| 경북 | 2   | 2            | 56  | 56       | - | -      | - | -      | 3 | 3      | 61   |
| 경남 | 4   | 4            | 60  | 60       | - | -      | - | -      | - | -      | 64   |
| 제주 | 27  | 27           | 12  | 12       | - | -      | - | -      | 1 | 1      | 40   |
| 전국 | 322 | 322          | 540 | 540      | 2 | 2      | 3 | 3      | 5 | 5      | 872  |

광역의원 비례대표선거 정당별 득표수
| 지역 | 더불어민주당       | 국민의힘            | 정의당          | 기본소득당     | 녹색당         | 진보당          | 기타           | 합계       |
| ---- | ------------------ | ------------------- | --------------- | -------------- | -------------- | --------------- | -------------- | ---------- |
| 서울 | 1,809,636          | 2,384,401           | 177,399         | 9,027          | 14,706         | 13,258          | 7,242          | 4,415,669  |
| 부산 | 470,361            | 887,707             | 36,975          | 4,217          |                | 8,246           | 1,511          | 1,409,017  |
| 대구 | 166,928            | 666,510             | 25,147          | 3,398          | 2,768          | 3,056           |                | 867,807    |
| 인천 | 533,371            | 622,054             | 52,315          | 4,058          |                | 5,477           |                | 1,217,275  |
| 광주 | 304,798            | 62,669              | 42,020          | 2,667          |                | 31,924          |                | 444,078    |
| 대전 | 255,321            | 318,824             | 22,585          | 1,875          | 2,205          | 4,189           |                | 604,999    |
| 울산 | 166,997            | 279,753             | 19,628          | 2,401          |                | 14,367          |                | 483,146    |
| 세종 | 67,727             | 71,729              | 7,373           | 1,053          |                |                 |                | 147,882    |
| 경기 | 2,605,942          | 2,875,636           | 206,703         | 13,487         | 13,158         | 22,029          |                | 5,736,955  |
| 강원 | 287,704            | 425,403             | 26,123          | 3,694          |                | 5,258           |                | 748,182    |
| 충북 | 264,590            | 377,109             | 25,397          | 3,594          |                | 4,324           |                | 675,014    |
| 충남 | 349,856            | 486,150             | 29,287          | 2,961          | 2,350          | 4,958           |                | 875,562    |
| 전북 | 518,461            | 118,548             | 61,511          | 8,532          |                | 11,711          | 2,451          | 721,214    |
| 전남 | 652,738            | 104,822             | 65,634          | 13,755         |                | 48,585          |                | 885,534    |
| 경북 | 225,204            | 871,581             | 37,475          | 10,933         |                | 10,164          |                | 1,155,357  |
| 경남 | 461,473            | 913,845             | 62,803          | 7,517          | 7,374          | 12,309          |                | 1,465,321  |
| 제주 | 133,677            | 130,701             | 18,053          | 1,160          | 8,381          | 3,444           |                | 300,105    |
| 전국 | 9,274,784 (41.87%) | 11,597,439 (52.36%) | 917,428 (4.14%) | 94,329 (0.43%) | 50,942 (0.23%) | 203,299 (0.92%) | 11,204 (0.05%) | 22,149,425 |

### 기초의원
| 정당         | 지역구 | 비례대표 | 총 당선자 수 |
| ------------ | ------ | -------- | ------------ |
| 더불어민주당 | 1218   | 166      | 1384         |
| 국민의힘     | 1216   | 219      | 1435         |
| 정의당       | 6      | 1        | 7            |
| 진보당       | 17     | 0        | 17           |
| 무소속       | 144    | 0        | 144          |
| 합계         | 2601   | 386      | 2987         |

| 지역 |       | 더불어민주당 |       | 국민의힘 |   | 정의당 |    | 진보당 |     | 무소속 | 합계  |
| 서울 | 212   | 212          | 213   | 213      | - | -      | 1  | 1      | 1   | 1      | 427   |
| 부산 | 77    | 77           | 104   | 104      | - | -      | -  | -      | 1   | 1      | 182   |
| 대구 | 28    | 28           | 92    | 92       | - | -      | -  | -      | 1   | 1      | 121   |
| 인천 | 62    | 62           | 59    | 59       | 1 | 1      | -  | -      | 1   | 1      | 123   |
| 광주 | 57    | 57           | -     | -        | 1 | 1      | 6  | 6      | 5   | 5      | 69    |
| 대전 | 31    | 31           | 32    | 32       | - | -      | -  | -      | -   | -      | 63    |
| 울산 | 18    | 18           | 30    | 30       | - | -      | 2  | 2      | -   | -      | 50    |
| 경기 | 232   | 232          | 229   | 229      | - | -      | 1  | 1      | 1   | 1      | 463   |
| 강원 | 66    | 66           | 101   | 101      | 1 | 1      | -  | -      | 6   | 6      | 174   |
| 충북 | 55    | 55           | 79    | 79       | - | -      | 1  | 1      | 1   | 1      | 136   |
| 충남 | 80    | 80           | 95    | 95       | - | -      | -  | -      | 2   | 2      | 177   |
| 전북 | 168   | 168          | 3     | 3        | 1 | 1      | 1  | 1      | 24  | 24     | 198   |
| 전남 | 193   | 193          | 1     | 1        | 3 | 3      | 5  | 5      | 45  | 45     | 247   |
| 경북 | 25    | 25           | 225   | 225      | - | -      | -  | -      | 38  | 38     | 288   |
| 경남 | 80    | 80           | 172   | 172      | - | -      | -  | -      | 18  | 18     | 270   |
| 전국 | 1,384 | 1,384        | 1,435 | 1,435    | 7 | 7      | 17 | 17     | 144 | 144    | 2,988 |

### 교육감
| 지역                 | 후보   | 성향     | 득표수      | 득표율 | 비고 |
| -------------------- | ------ | -------- | ----------- | ------ | ---- |
| 서울특별시교육감     | 조희연 | 진보     | 1,614,564표 | 38.10% | 3선  |
| 부산광역시교육감     | 하윤수 | 중도보수 | 706,152표   | 50.82% |      |
| 대구광역시교육감     | 강은희 | 보수     | 530,235표   | 61.61% | 재선 |
| 인천광역시교육감     | 도성훈 | 진보     | 494,366표   | 41.46% | 재선 |
| 광주광역시교육감     | 이정선 | 중도     | 154,068표   | 34.91% |      |
| 대전광역시교육감     | 설동호 | 중도     | 247,077표   | 41.50% | 3선  |
| 울산광역시교육감     | 노옥희 | 진보     | 266,647표   | 55.03% | 재선 |
| 세종특별자치시교육감 | 최교진 | 진보     | 44,905표    | 30.83% | 3선  |
| 경기도교육감         | 임태희 | 보수     | 3,081,100표 | 54.79% |      |
| 강원도교육감         | 신경호 | 보수     | 210,523표   | 29.51% |      |
| 충청북도교육감       | 윤건영 | 보수     | 375,295표   | 55.95% |      |
| 충청남도교육감       | 김지철 | 진보     | 287,639표   | 33.79% | 3선  |
| 전라북도교육감       | 서거석 | 중도     | 310,247표   | 43.52% |      |
| 전라남도교육감       | 김대중 | 진보     | 393,462표   | 45.08% |      |
| 경상북도교육감       | 임종식 | 보수     | 561,389표   | 49.77% | 재선 |
| 경상남도교육감       | 박종훈 | 진보     | 388,078표   | 50.23% | 3선  |
| 제주특별자치도교육감 | 김광수 | 보수     | 168,019표   | 57.47% |      |

## 정당별 결과

### 국민의힘
국민의힘은 서울, 인천과 강원, 충청권, 영남권을 수성하면서 대승리를 거두었다. 이전 선거에서 TK를 제외한 전 지역에서 광역단체장을 빼앗아오는데 실패하는 등 큰 어려움을 겪었으나 정권 유지론에 힘을 입어 과거의 오명을 씻어내고 압승에 성공했다.

### 더불어민주당
더불어민주당은 호남과 제주, 경기를 제외한 전 지역의 광역단체장을 잃음으로서 정권 유지론에 대참패를 겪었다. 기초단체장, 광역의원, 기초의원도 반토막이 났고 그나마 이재명 도정 이후 민주당 강세 지역으로 바뀌었던 경기도를 지키긴 했으나 상대 후보와 퍼센트차도 0.15%차밖에 나지 않는 등 승부에서 아슬아슬한 승리를 쟁취했다. 결국 6월 2일 새벽 더불어민주당 지도부는 비공개 회의를 열고 지도부 총사퇴를 결정했다.

### 진보당
진보당은 원외정당 중에서 좋은 성적을 거두었다. 울산 동구청장 선거에서 김종훈 후보를 구청장으로 당선시키는데 성공해 기초단체장 1석을 획득했다. 이 외에도 광역의원을 배출해내고 기초의원도 6석이나 끌어올리는 등 진보 4당 중에서 가장 선전했다는 평가를 받고 있다.

### 정의당
정의당은 광역단체장 뿐만 아닌 기초단체장도 1석도 얻지 못했다. 그리고 광역의원은 9석, 기초의원은 19석이나 줄어드는 등 낮은 지지율에 원외정당인 진보당에도 밀리는 대참패를 겪었다. 6월 2일 정의당 지도부는 회의를 열고 선거 결과와 관련하여 여영국 당대표 포함 대표단 총사퇴를 결정하였다.

## 같이 보기
- 2022년 대한민국 재보궐선거